# Davide VII di Georgia
Davide VII Bagration (in georgiano დავით VII?, Davit VII; 1215 – 1270), anche detto Davide l'Anziano (in georgiano დავით ულუ?, Davit Ulu), fu re della Georgia dal 1247 fino alla sua morte. Dal 1259 regnò sulla sola parte orientale del paese.

## Biografia
Davide VII era nato come figlio illegittimo dall'unione tra il re Giorgio IV Lasha ed una donna non appartenente alla nobiltà. Temendo che egli aspirasse al trono, sua zia, la regina Rusudan, lo fece tenere prigioniero presso la corte del genero, il sultano di Rum Kaykhusraw II, per quasi sette anni. Allo stesso tempo la regina inviò il proprio figlio Davide VI presso la corte mongola al fine di garantirgli il riconoscimento ufficiale come erede legittimo. A seguito della sconfitta di Kaykhusraw II ad opera dei mongoli, Davide VII fu liberato nel 1242. Due anni dopo la morte di Rusudan, nel 1247, egli fu scelto come re dai nobili georgiani, i quali avevano erroneamente dato per scomparso il figlio della regina, Davide VI. Dopo l'incoronazione presso la cattedrale di Svetitskhoveli, a Mtskheta, il nuovo re si recò dal gran khan Güyük per ricevere un riconoscimento ufficiale. Tenuto a Karakorum per cinque anni, egli incontrò il cugino Davide VI proprio lì. Infine, Güyük riconobbe Davide VII (figlio di Giorgio IV) come co-regnante insieme a Davide VI (figlio di Rusudan). Successivamente conosciuti come Davide VII l'Anziano (Davit VII Ulu) e Davide VI il Giovane (Davit VI Narin), i cugini regnarono congiuntamente.
Nel 1256 Davide Ulu, insieme a degli ausiliari georgiani, prese parte alla conquista mongola di Alamūt. Nel 1259 Davide Narin si ribellò, senza successo, contro il giogo mongolo e poi fuggi a Kutaisi, da dove regnò sulla Georgia occidentale (Imerezia) come regnante indipendente. Nel 1260, Hulagu Khan chiese a Davide Ulu di essere supportato nella guerra contro l'Egitto mamelucco. Davide Ulu, ricordando le perdite georgiane a Baghdad (1258), rifiutò di adempiere e si rivoltò contro i mongoli. Quindi un vasto esercito mongolo, guidato da Arghun Noyan, attaccò la provincia georgiana meridionale della Meschezia, sconfiggendo il re ed il suo generale Sargis Jaqeli, senza però riuscire a prendere il controllo delle principali roccaforti dei ribelli e lasciando il paese nel giugno 1261. Tuttavia, la disuguaglianza delle forze in campo aveva spinto Davide Ulu a rifugiarsi presso la corte di suo cugino Davide Narin a Kutaisi. La famiglia di Davide Ulu fu catturata e sua moglie Gvantsa venne uccisa. Nel 1262 Davide Ulu dovette concludere una pace con i mongoli e poté tornare a Tbilisi. Dunque la Georgia fu effettivamente scissa in due regni separati, sebbene entrambi i sovrani continuarono ad essere titolati come "Re di Georgia".
Nel 1263, per richiesta dell'Ilkhanato, l'esercito di Davide Ulu fu assegnato alla difesa delle fortificazioni di Siba contro l'Orda d'Oro. Nel 1265 le forze georgiane funsero da unità d'avanguardia dell'esercito dell'Ilkhanato, sconfissero Berke, khan dell'Orda d'Oro, ed espulsero le sue truppe dallo Širvan. Il pesante carico del dominio mongolo condusse ad una crisi politica ed economica nel regno di Davide VII. Nel 1266, come risultato di una disputa con la corte reale, la provincia della Meschezia secedette ed accettò la sottomissione diretta all'Ilkhanato. Quindi la disintegrazione del Regno di Georgia in entità distinte conobbe un ulteriore sviluppo.
Davide VII Ulu morì a causa di un'infezione intestinale all'età di 55 anni, nella primavera del 1270. Fu sepolto nella cattedrale di Svetitskhoveli, a Mtskheta.  Gli succedette Demetrio II.

## Famiglia
Davide VII si sposò quattro volte. La sua prima moglie, Jigda-Khatun, una principessa selgiuchide, morì nel 1252. Durante questo matrimonio, Davide VII contrasse un'unione da bigamo con Althun (1249/1250), la quale fu ripudiata nel 1252. La terza moglie del sovrano, Gvantsa, vedova del nobile georgiano Avag Mkhargrdzeli e figlia del duca di Rach'a e Tavkveri, fu giustiziata per ordine di Hulagu Khan nel 1262. Nel 1263 Davide sposò Esukan, figlia del noyan mongolo Chormagan. Il re ebbe tre figli conosciuti, due maschi e una femmina: Giorgio, nato da Althun, avrebbe dovuto essere l'erede legittimo, ma morì nel 1268; Demetrio, nato da Gvantsa, succedette al sovrano nel 1270; Tamara, nata da Althun, sposò prima un principe mongolo, figlio di Arghun, e poi il reggente del regno (1269-1278) Sadun di Mankaberdi.

## Questione dinastica
Nonostante il fatto che nei decenni successivi i discendenti di Davide Ulu continuarono a regnare sulla Georgia, gli storici hanno sostenuto che la linea di discendenza di Davide Narin avesse maggiori diritti dinastici sul trono. La controversia fu risolta grazie al secondo matrimonio del re Alessandro I (1412-1442), che sposò una diretta discendente di Davide Narin. Da questo matrimonio sarebbe poi nato Giorgio VIII, ultimo sovrano ad aver regnato sull'intera Georgia unita.

## Ascendenza
|                       |   |                        | Genitori              |  |  | Nonni |  |  | Bisnonni |  |  | Trisnonni |  |
|                       |   |                        |                       |  |  |       |  |  | …        |  |  | …         |  |
|                       |   |                        |                       |  |  |       |  |  | …        |  |  | …         |  |
|                       |   | …                      |                       |  |  |       |  |  | …        |  |  |           |  |
| Davide Soslani        |   |                        |                       |  |  |       |  |  | …        |  |  |           |  |
|                       |   | …                      | …                     |  |  |       |  |  |          |  |  |           |  |
|                       |   | …                      | …                     |  |  |       |  |  |          |  |  |           |  |
|                       |   | …                      | …                     |  |  |       |  |  |          |  |  |           |  |
| Giorgio IV di Georgia |   | …                      |                       |  |  |       |  |  |          |  |  |           |  |
|                       |   | Giorgio III di Georgia | Demetrio I di Georgia |  |  |       |  |  |          |  |  |           |  |
|                       |   | Giorgio III di Georgia | Demetrio I di Georgia |  |  |       |  |  |          |  |  |           |  |
|                       |   | Giorgio III di Georgia | …                     |  |  |       |  |  |          |  |  |           |  |
| Tamara di Georgia     |   | Giorgio III di Georgia |                       |  |  |       |  |  |          |  |  |           |  |
|                       |   | Burdukhan d'Alania     | Khuddan degli Osi     |  |  |       |  |  |          |  |  |           |  |
|                       |   | Burdukhan d'Alania     | Khuddan degli Osi     |  |  |       |  |  |          |  |  |           |  |
|                       |   | Burdukhan d'Alania     | …                     |  |  |       |  |  |          |  |  |           |  |
| Davide VII di Georgia |   | Burdukhan d'Alania     |                       |  |  |       |  |  |          |  |  |           |  |
|                       | … | …                      |                       |  |  |       |  |  |          |  |  |           |  |
|                       | … | …                      |                       |  |  |       |  |  |          |  |  |           |  |
|                       | … | …                      |                       |  |  |       |  |  |          |  |  |           |  |
| …                     | … |                        |                       |  |  |       |  |  |          |  |  |           |  |
|                       |   | …                      | …                     |  |  |       |  |  |          |  |  |           |  |
|                       |   | …                      | …                     |  |  |       |  |  |          |  |  |           |  |
|                       |   | …                      | …                     |  |  |       |  |  |          |  |  |           |  |
| …                     |   | …                      |                       |  |  |       |  |  |          |  |  |           |  |
|                       |   | …                      | …                     |  |  |       |  |  |          |  |  |           |  |
|                       |   | …                      | …                     |  |  |       |  |  |          |  |  |           |  |
|                       |   | …                      | …                     |  |  |       |  |  |          |  |  |           |  |
| …                     |   | …                      |                       |  |  |       |  |  |          |  |  |           |  |
|                       |   | …                      | …                     |  |  |       |  |  |          |  |  |           |  |
|                       |   | …                      | …                     |  |  |       |  |  |          |  |  |           |  |
|                       |   | …                      | …                     |  |  |       |  |  |          |  |  |           |  |
|                       |   | …                      |                       |  |  |       |  |  |          |  |  |           |  |